# 岩城正光
岩城 正光（いわき まさてる、1954年10月17日 - ）は、日本の弁護士。愛知県弁護士会に所属。2002年3月から2013年5月までNPO法人CAPNA（子どもの虐待防止ネットワーク・あいち）の理事長を務めており、また特定非営利活動法人である日本子ども虐待防止民間ネットワークの理事長も務めた。2013年6月から2016年5月にかけては、名古屋市副市長の地位にあった。

## 経歴

### 生い立ち
1954年（昭和29年）10月17日、名古屋市千種区春岡通にて開業医の次男（第三子）として生まれる。しかし父が経営していた病院は経営難によって倒産したという。5歳の時に両親が離婚して実母や姉と離別し、その後に父は再婚する。兄からは暴力を受け、争いごとの絶えない家庭環境であったと述べている。名古屋市立西山小学校、市立神丘中学校を経て、愛知県立千種高等学校に入学する。中学校時代は剣道部に所属しており、市内の中学校剣道界においては著名な選手であった。中学生の時から心の救いを求めて読書に没頭するようになり、ルネ・デカルトや宮沢賢治の著書など読んでいたという。高校生時代にはロマン・ロランによる長編小説『ジャン・クリストフ』に心酔し、フランス文学者の新村猛に手紙を書いて会いに行くほどであったと述べている。
当初は医者になることを目指していたが医学部に入ることはできず、父や周囲の人から弁護士に向いているといわれたため、中央大学法学部に入ったという。しかし文学に対する興味を捨てきれず、文学部への転部を考えていた。大学二年生の時、兄が接待ゴルフでの饗応・買収容疑で逮捕される事件が起きる。父と拘置所に行くが、弁護士以外の面会は認められておらず兄に直接会うことはできなかった。この経験がきっかけとなって再び弁護士を志すようになる。大学では加美和照のゼミに所属し会社法を学んでおり、四年生の時に参加した関東学生法律討論会において優勝している。1978年に大学を卒業し、1982年に中央大学大学院博士課程を修了。6年間司法試験に合格することができないでいたが、31歳の時に合格を果たす。前年に実母と再会し、心境が変わったことが背景にあったと述べている。なお合格以前は公認会計士予備校の講師を務めていたという。

### 弁護士としての活動
1988年3月に弁護士登録を行い、1995年4月に「あかつき法律事務所」を開設する。当初は会社関係の事案を専門に活動していたが、1994年に担当した事件が人生の転機になったと岩城は述べている。この事件では親から性的虐待を受けていた子供を保護しており、その際に協力した児童養護施設の施設長とともに、翌年に「子どもの虐待防止ネットワーク・あいち」（CAPNA）を設立した。岩城はこの事件で破綻した家庭に様々な虐待が潜むことに気づいたとし、幼いころの自身の経験から子供の心が傷つきやすいことも理解していたと述べている。そして細かな支援は民間でなければできないと述べ、「虐待の芽を摘むには市民ネットワークを充実させるしかない」と主張している。一時期、実務家教員として創価大学法科大学院兼任講師を務めたこともある。

### 名古屋市副市長として
2013年6月、名古屋市副市長就任。「子どもや高齢者の悲鳴に耳を傾ける人」と、名古屋市長の河村たかしより直接の要請を受け、名古屋市副市長就任。すべての弁護士顧問契約を解除し、名古屋市政二人目の民間出身副市長として奉職。児童虐待や福祉政策といった分野を担当していた。名古屋子ども応援委員会、障がい者支援、虐待防止などの施策を進める。就任時には、虐待防止学会の世界会議を名古屋で開催することへの協力を市長に求めたという。
2016年5月、河村市長により解職された。解職の原因は、陽子線治療施設や学校政策をめぐる市長との対立だったという。「市民、現場と対話する施策を望まない市長にとっては、私は目の上のたんこぶ的な存在だった」と述べている。

### 2017年名古屋市長選挙
2017年4月23日投開票の名古屋市長選挙に市議会自民党、民進党、共産党や社民党愛知県連合の支援のもと出馬した。名古屋城天守閣の木造化の中止や、市民税減税政策の廃止を掲げた。195,563票を獲得したものの、現職の河村たかしに敗れ、落選した。

### 2021年名古屋市長選挙
2021年4月25日投開票の名古屋市長選挙に際して2月、名古屋学院大学教授の飯島滋明などの有志が岩城に出馬を要請したが、3月8日に取材に対し出馬を否定した。